# Volkshochschule Cuxhaven
Die Volkshochschule Cuxhaven in Cuxhaven, Abendrothstraße 16, wurde im ersten Drittel des 20. Jahrhunderts als Berufsschule gebaut.
Das Gebäude steht unter Denkmalschutz und ist in der Liste der Baudenkmale in Cuxhaven enthalten.

## Geschichte
Das 1927 als Berufsschule errichtete, dreigeschossige, verklinkerte Gebäude mit hohem Sockelgeschoss steht in der Tradition der Reformarchitektur der Zeit vor dem Ersten Weltkrieg. Auf dem Mansarddach sitzen drei Dachhäuser mit geschweiften Giebeln. Im Inneren sind Treppen, Türen und Trinkbrunnen im Original erhalten.

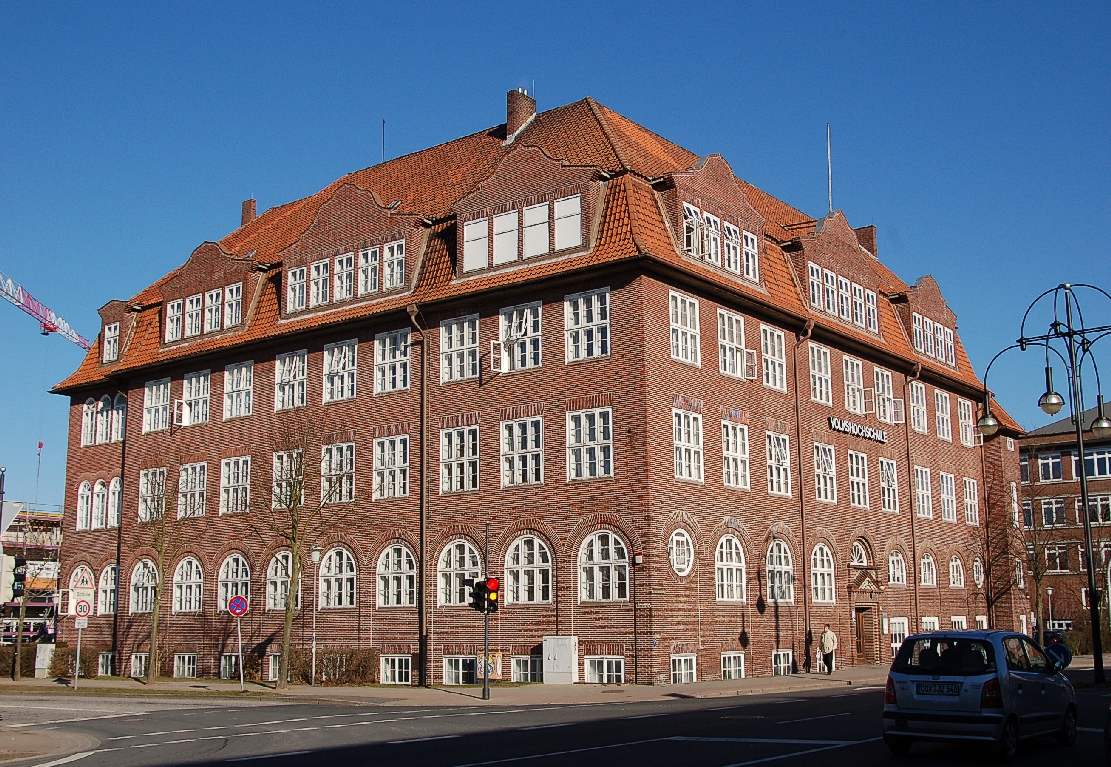
Volkshochschule Cuxhaven

Die 1895 gegründete Berufsschule nutzte das Gebäude nach der Fertigstellung 1927; sie zog 1974 in den ersten Bauabschnitt eines Neubaus am Wochenmarkt ein. Ab 1988 befand sich im Gebäude die Stadtbibliothek Cuxhaven und nach deren Neubau die Volkshochschule. Das Gebäude wurde 2019/20 umfassend saniert und die Volkshochschule dazu vorübergehend in das Ausweichquartier Grimmershörnkaserne verlagert.

## Volkshochschule
Die Volkshochschule (VHS) hat einen hauptamtlichen Stab sowie ca. 150 frei- und nebenberufliche Kursleiter, die für den Unterricht in den Kursen und Veranstaltungen sorgen, zumeist im Hauptgebäude der VHS sowie u. a. im Bürgerbahnhof und in der Stadtbibliothek.
Rund 250 Kurse und Veranstaltungen gibt es in den Bereichen Elementarbildung, Gesellschaft, Politik, Geschichte, Recht, Erziehung, Psychologie, Philosophie, Naturwissenschaft, Deutsch, Fremdsprachen, Wirtschaft, EDV, Kulturelle Bildung, Kreatives Gestalten, Gesundheit und Hauswirtschaft. Das VHS-Kino in der Holstenstraße 5 bietet mehrfach im Monat bedeutende Filme an.
Nach 1945 war die Bühne Das Schauspiel an die Volkshochschule angeschlossen.
Hinweis: Die Volkshochschule im Landkreis Cuxhaven befindet sich in Langen, Debstedter Straße 5.